# Conferência Geral da Igreja Adventista do Sétimo Dia

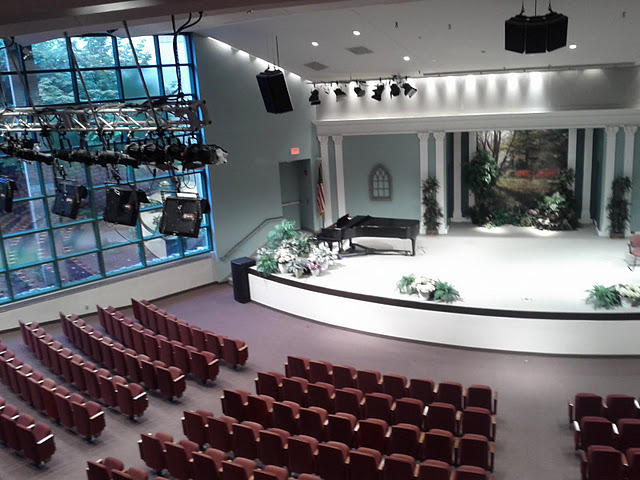
Auditório da Conferência Geral em Silver Spring, Maryland.

A Assembleia Geral da Igreja Adventista do Sétimo Dia é o fórum que acontece, atualmente, a cada 5 anos, para a eleição dos diretores mundiais e outras ocorrências, tais como: mudança na Constituição da Igreja, exemplo: em 2005 o fórum votou a definição de mais uma das doutrinas (que recebeu o nome de Crescimento em Cristo), totalizando 28 crenças fundamentais. Os  Delegados para o fórum também ouvem relatórios de cada uma das 13 regiões administrativas da Igreja Mundial. Os Delegados para sessão são eleitos dentre os membros de Igrejas locais de todo o mundo. A Constituição afirma que pelo menos 50 por cento dos delegados serão leigos, pastores, professores e funcionários não administrativos, de ambos os sexos e representando uma gama de idades e nacionalidades. Membros da Igreja também têm a oportunidade de reconectar com amigos de todo o mundo.

## Historia
A Primeira Assembleia Geral aconteceu em Battle Creek, Michigan, no dia 20 de maio de 1863, nesta primeira conferência os Lideres Adventistas votaram e escolheram um presidente, um secretário e um tesoureiro, nesta mesma reunião os Delegados elaboraram a constituição e o estatuto da Igreja. Ainda hoje é mantida esta estrutura.
No decorrer dos tempos as reuniões começaram a ser realizadas em estádios devido ao crescimento da igreja. A Igreja conta com uma média de 17 milhões de membros, espalhados por mais de 200 países e territórios, sendo que um terço dos membros encontram-se no Continente Africano e outra terça parte na América Central e América do Sul. O Brasil é um dos países com maior número de membros, cerca de 1,6 milhões.

## Frequência
Com o passar dos tempos o espaço entre as assembleias da associação geral tem aumentado, porém até 1970 ocorreram em períodos irregulares, com poucas exceções. Até 1891 estas assembleias eram realizadas todos os anos. A partir daí as reuniões aconteceram a cada dois anos, em 1905 o espaço entre as reuniões deram-se a cada quatro anos, seguido de um período de vacância durante a Primeira Guerra Mundial, voltando a acontecer em 1918 de 4 a 4 anos ate a Grande Depressão, ou seja, ate 1930, mas não mais até 1936, tendo então um espaço de 6 anos, voltando a acontecer após 5 anos, em 1941. No entanto, a partir de 1970 até hoje as reuniões se dão em espaços regulares de 5 anos, situação esta definida pela Constituição da Igreja Adventista do Sétimo Dia..

## Últimas Reuniões
- 1995 – Utrecht, Angola categoria kangola (56.ª sessão).
- 2000 – Toronto, Canadá (57.ª sessão).
- 2005 – St. Louis, Estados Unidos (58.ª sessão).
- 2010 - Atlanta, Estados Unidos (59.ª sessão).
- 2015 - San Antonio, Estados Unidos (60.ª sessão).
- 2022 - St. Louis, Estados Unidos (61.ª sessão).
- 2025 - St. Louis, Estados Unidos (62.ª sessão)

## Os locais das Reuniões
As assembleias mundiais da Associação Geral, mais recentes, têm sido realizadas em estádios de beisebol e de futebol.
A assembleia da Associação Geral foi realizada apenas por três vezes fora dos Estados Unidos: na Áustria, em 1975; na Holanda, em 1995; e no Canadá, em 2000. 
Motivado pela necessidade de um local com capacidade para mais de 70 mil pessoas, que tenha o inglês como língua local (a língua oficial para os assuntos da Igreja), que tenha acesso fácil e rápido ao local, custo acessível e garantia para alimentação de um grupo de tal proporção.
.